# Caledonomorpha
Genre
Caledonomorpha est un genre des coléoptères de la famille des Carabidae, de la sous-famille des Cicindelinae, de la tribu des Cicindelini et de la sous-tribu des Prothymina.

## Espèces
Caledonomorpha darlingtoni - 
Caledonomorpha elegans - 
Caledonomorpha jordani - 
Caledonomorpha loebli - 
Caledonomorpha milneana - 
Caledonomorpha papuana - 
Caledonomorpha poggii - 
Caledonomorpha sedlaceki - 
Caledonomorpha strazanaci - 
Caledonomorpha ullrichi